# Cavellioropa cookiana
Cavellioropa cookiana är en snäckart som först beskrevs av Dell 1952.  Cavellioropa cookiana ingår i släktet Cavellioropa och familjen Charopidae. Inga underarter finns listade i Catalogue of Life.